# Жильцов, Василий Маркович
Жильцо́в Васи́лий Ма́ркович  (16 ноября [29 ноября] 1909 года — 16 декабря 1976 года) — участник Великой Отечественной войны, командир звена торпедных катеров 1-го гвардейского дивизиона торпедных катеров бригады торпедных катеров Балтийского флота, гвардии капитан 3-го ранга, Герой Советского Союза.

## Биография
Родился в селе Старомихайловка.
С 1931 года в Рабоче-Крестьянском Красном флоте. Учился в артиллерийской школе Учебного отряда КБФ, служил торпедистом на посыльном судне «Железняков» КБФ. По окончании школы катерных боцманов продолжал службу в бригаде торпедных катеров. С июня 1937 г. В. М. Жильцов командовал торпедным катером, в 1939 г. ему присвоено звание младшего лейтенанта, он назначен командиром звена торпедных катеров.
После Великой Отечественной войны Василий Маркович продолжал службу в Военно-Морском Флоте.
С 1953 года капитан 3-го ранга В. М. Жильцов — в отставке. Работал на Кронштадтском Морском заводе.
Умер 16 декабря 1976 года и похоронен на русском (городском) кладбище в Кронштадте.

## Подвиг
В первый год Великой Отечественной войны звено торпедных катеров под командованием В. М. Жильцова участвовало в 23 выходах.
В июне — июле 1941 г. он произвёл 7 минных постановок на подходах к базам противника, обеспечил высадку на вражескую территорию 6 диверсионных групп. 26 июля 1941 г. в Ирбенском проливе были обнаружены 26 кораблей противника. Командир отряда торпедных катеров С. А. Осипов получил приказание во взаимодействии с авиацией звеном катеров атаковать наиболее ценные вражеские корабли. В. М. Жильцов с близкой дистанции атаковал и потопил миноносец. Второй миноносец и транспорт потопили, а сторожевой корабль противника повредили 2 других торпедных катера звена. «В результате боевой деятельности в 1941—1944 гг. катерами звена Жильцова и им лично потоплено 10 боевых кораблей противника общим водоизмещением 6250 тонн».
6 сентября 1943 г. 3 торпедных катера производили поиск вражеских кораблей. Обнаружив караван, торпедные катера решительно пошли на сближение. В. М. Жильцов смело направил свой катер навстречу кораблям, стремительно атаковал их и потопил транспорт. Несмотря на полученное тяжёлое ранение, мужественный моряк ушёл из-под огня противника и довёл катер в базу. 1-й дивизион торпедных катеров, в который входило звено В. М. Жильцова, в феврале 1944 г. был преобразован в гвардейский.
Указом Президиума Верховного Совета СССР от 22 июля 1944 года за образцовое выполнение боевых заданий командования и проявленные мужество и героизм в боях с немецко-фашистскими захватчиками гвардии старшему лейтенанту Жильцову Василию Марковичу присвоено звание Героя Советского Союза, вручены медаль «Золотая звезда» и орден Ленина.
За мужество, отвагу и смелость он был награждён двумя орденами Красного Знамени, орденами Ушакова II степени и Отечественной войны I степени.

## Награды

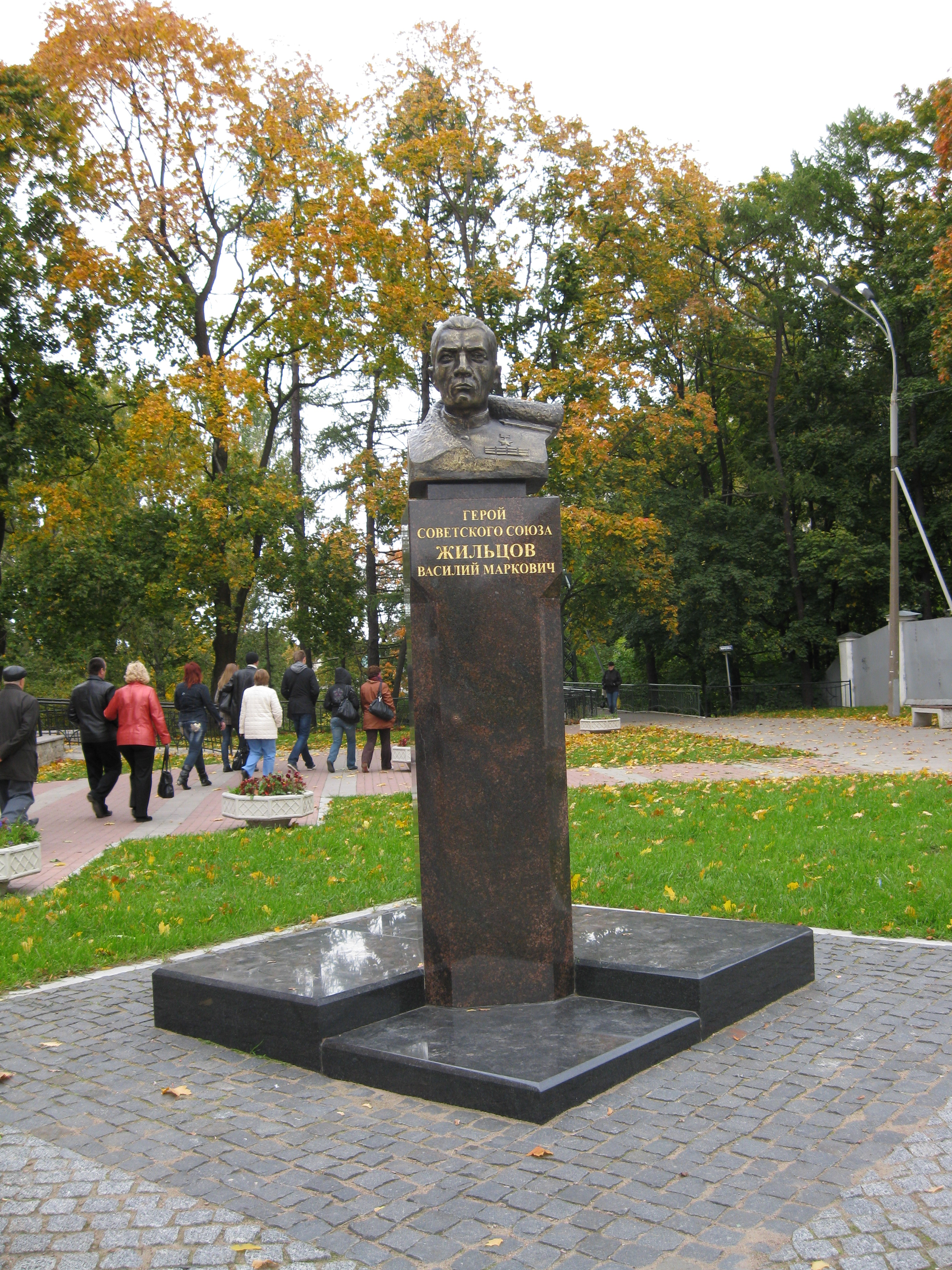
Памятник В. М. Жильцову в Кронштадте, открытый 13 сентября 2008 года.

- Медаль «Золотая Звезда» Героя Советского Союза (22.07.1944, № 4025);
- орден Ленина (22.07.1944);
- орден Красного Знамени;
- орден Красного Знамени;
- орден Красного Знамени;
- орден Ушакова 2 степени (№ 8);
- орден Отечественной войны 1 степени;
- орден Красной Звезды;
- медали.

## Память
- Памятник В. М. Жильцову открыт 13 сентября 2008 года в Кронштадте на Манежном переулке.
- Мемориальная доска установлена перед проходной Кронштадтского Морского завода.
- Имя Героя Советского Союза увековечено в мемориале «Воинам-катерникам» Севастопольская гавань, г. Балтийск.